# صبي مع السنجاب الطائر
الصبي مع السنجاب الطائر (هنري بيلهام) ، أو هنري بيلهام (الصبي و السنجاب) ، هي لوحة رسمها الرسام الأمريكي جون سينجلتون كوبلي عام 1765. وهي تصور الأخ غير الشقيق لكوبلي هنري بيلهام مع حيوان أليف السنجاب الطائر ، وهو مخلوق شائع في الصور الأمريكية الاستعمارية كرمز لصقل الحاضنة. تم رسم هذه اللوحة بينما كان كوبلي رسام بورتريه مقيم في بوسطن ويطمح إلى أن يحظى بالاعتراف من قبل معاصريه الأوروبيين، وقد تم إحضار العمل إلى لندن لحضور معرض عام 1766. هناك، قوبلت بالثناء العام من فنانين مثل جوشوا رينولدز ، الذي انتقد مع ذلك دقة كوبلي. قام المؤرخون والنقاد اللاحقون بتقييم اللوحة باعتبارها عملاً محوريًا في مسيرة كوبلي المهنية وتاريخ الفن الأمريكي. عُرض العمل في معارض في متحف الفنون الجميلة في بوسطن والمعرض الوطني للفنون .

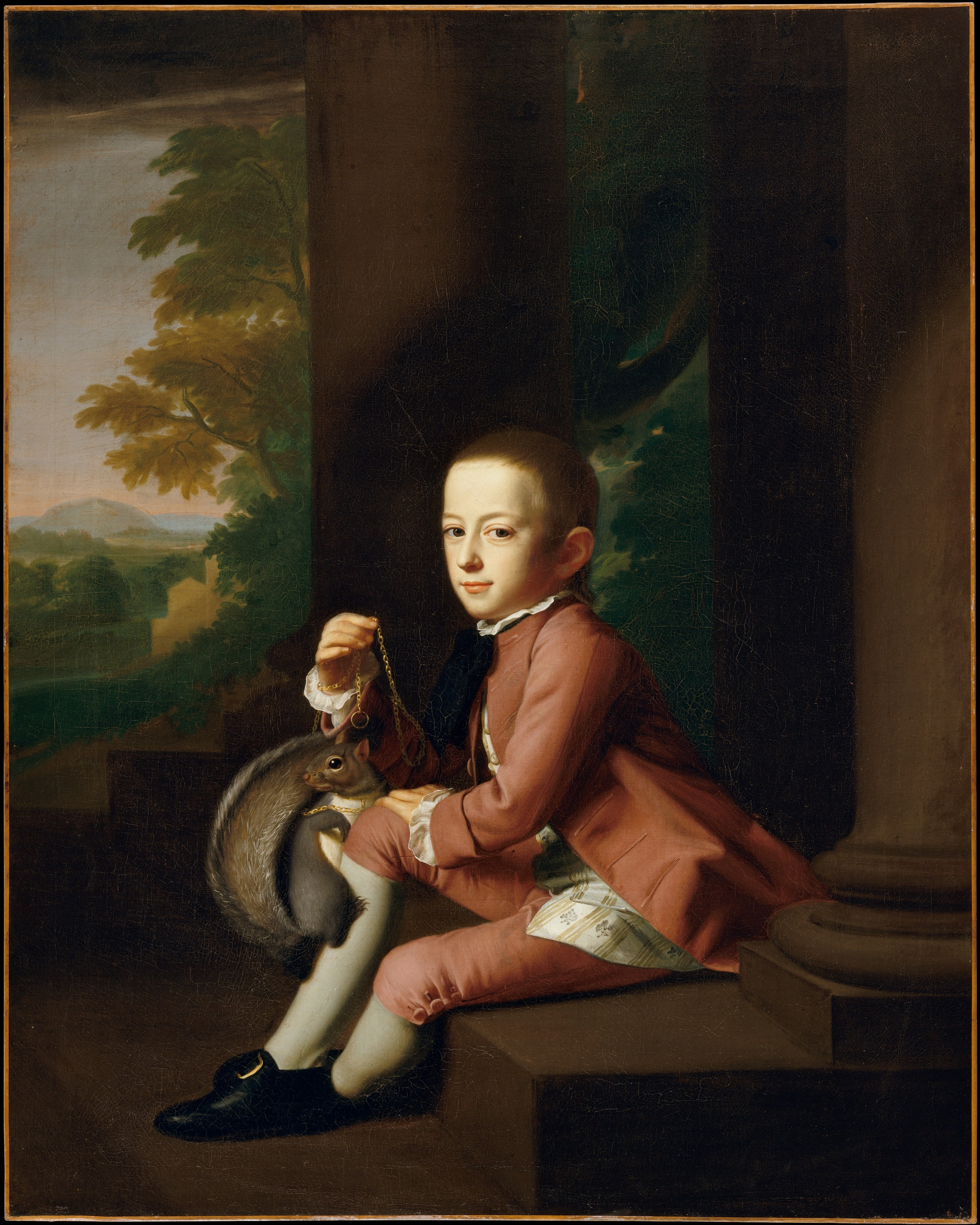
دانيال كروميلين فيربلانك، رسم جون سينجلتون كوبلي، 1771